# Vilaine (fiction)
Pour les articles homonymes, voir Vilaine (homonymie).
Une vilaine (悪役令嬢, Akuyaku reijō, litt. « fille méchante ») est un type de personnage dans les œuvres de fiction comme les romans, les mangas, les animés et les jeux vidéo. Le genre Akuyaku reijō mono (悪役令嬢もの) désigne les œuvres centrées sur un tel personnage.

## Description
Dans le monde de l'œuvre, la vilaine apparaît comme la méchante, antagoniste de l'héroïne. Elle se trouve dans une position avantageuse en termes de biens, d'apparence physique et de statut social (famille royale, lignée aristocratique, fiancée de héros, présidente du conseil étudiant etc.). Elle peut éventuellement finir vaincue et punie (mauvaise fin). La punition peut prendre la forme d'une rupture de fiançailles, la chute sociale, l'exil, la condamnation à mort...
La vilaine peut prendre conscience de sa position de « méchante de l'histoire » (dans le cas d'une réincarnation dans un univers de jeu vidéo otome ou de manga shōjo connu dans une vie précédente, d'un retour dans le temps, etc...). Elle cherchera alors à échapper à son destin tragique, en utilisant ses relations et ses connaissances de son ancienne vie. L'histoire se concentrera alors sur les efforts de la jeune fille pour changer le scénario initial, et examinera s'ils sont suffisants pour empêcher sa destruction programmée.

## Historique
Le terme de « fille méchante » est employé pour la toute première fois dans le titre d'une œuvre commerciale dans le light novel Akuyaku reijō Vuikutoria (悪役令嬢ヴィクトリア, litt. Victoria, la fille méchante), sorti en octobre 2009,. Mais le personnage principal ne suit pas encore les codes qui vont s'imposer plus tard, l'histoire s'articulant autour d'une jeune fille propriétaire d'un salon de thé qui s'infiltre chez un concurrent sous l'identité d'une femme de ménage.
Le genre se démocratise au début des années 2010 au Japon, « probablement vers 2012 » d'après Miyuki Hirai (président de Hina Project, à l'origine de Shōsetsuka ni narō), connaissant un boom sur la plateforme d'autopublication , au même titre que le genre isekai. Ce boom du genre « romance fantastique » mettant en scène des filles méchantes se retrouve également en Corée du Sud, « vers 2012 ou 2013 » explique M. Kim, responsable de la traduction, de la distribution et de la gestion des œuvres à l'étranger chez Kakao Japan, qui exploite Piccoma.
En 2020, My Next Life as a Villainess: All Routes Lead to Doom!, est la toute première adaptation d'un roman de fille méchante en série télévisée d'animation. Le succès est au rendez-vous, attirant un peu plus l'attention du grand public sur le genre. Le personnage principal, Catarina Claes, retrouve subitement la mémoire de sa vie antérieure de jeune fille otaku, et se rend compte qu'elle s'est réincarnée en tant que vilaine du jeu otome Fortune Lover auquel elle jouait avant sa mort. Si elle continue à vivre sa vie de petite fille égoïste et orgueilleuse, elle sait que le destin qui l'attend est une fin funeste : l'exil ou la mort. À partir de ce jour, Catarina passe son temps à essayer d'éviter le drapeau (ou flag) de la destruction… sans se rendre compte que par ses actions les personnages masculins et féminins qui l'entourent tombent amoureux d'elle.
En 2023, s'il explique que ces modes évoluent très vite, Wangho Lee (PDG de la maison d'édition de webtoons coréenne D&C Média) reconnait que la totalité des titres avec le mot « villainess » en cours de publication sont des best-sellers, et met en relation le succès de ces histoires de fantasy où des femmes rejettent un destin qui ne leur convient pas avec la nouvelle vague de féminisme.

## Exemples d'œuvres mettant en scène une vilaine
- Endô and Kobayashi Live! The Latest on Tsundere Villainess Lieselotte (en)
- From Bureaucrat to Villainess : Papa s'est réincarné !
- I'll Become a Villainess Who Goes Down in History (en)
- I'm in Love with the Villainess
- Mon destin… entre les mains des femmes et son adaptation animée Trapped in a Dating Sim: The World of Otome Games is Tough for Mobs
- The Most Heretical Last Boss Queen
- Otome Game : Tous les chemins mènent à la damnation ! et son adaptation animée My Next Life as a Villainess: All Routes Lead to Doom!
- Si je suis la Vilaine, autant mater le Boss final
- Tearmoon Empire
- Villainess Level 99